# لودوفيكو سفورزا

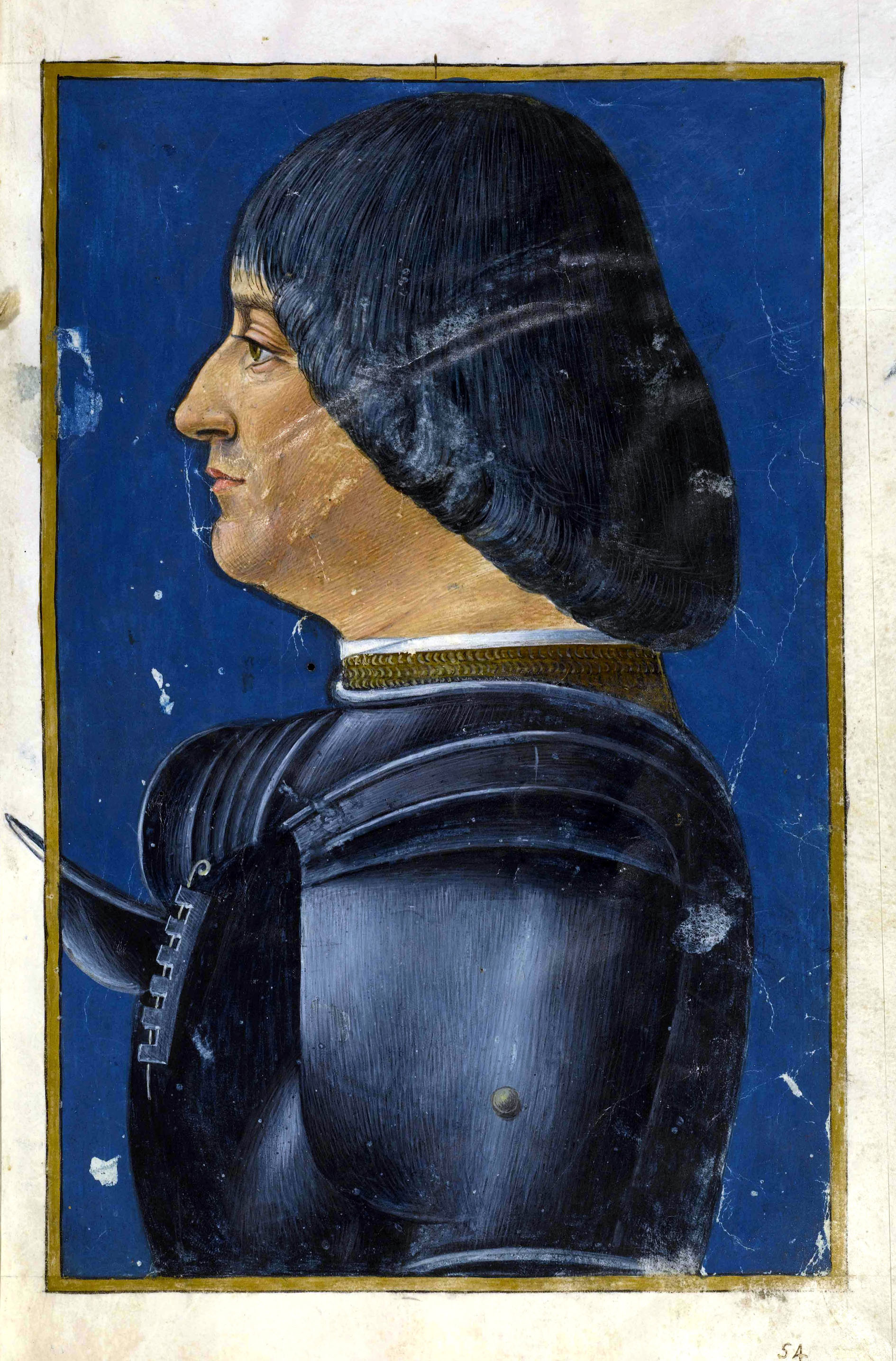
لودوفيكو سفورزا, بريشة جوفاني أمبروجو دي بريديس

لودوفيكو ماريا سفورزا الملقب بالأسمر (فيدجيفانو، 27 يوليو 1452 - لوشي، 27 مايو 1508) دوق باري من سنة 1479، ثم دوق ميلانو بين عامي 1494 و1500.

## السيرة
لودوفيكو ماريا سفورزا هو رابع الأبناء الذكور لفرانشيسكو سفورزا وبيانكا ماريا فيسكونتي. لـُقب بالاسم منذ طفولته، ربما بسبب من البشرة الداكنة والشعر السود. مات والده في سنة 1466، وأصبح شقيقه الأكبر غالياتسو ماريا دوقاً.

### الوصاية
و بعد اغتيال هذا الأخير سنة 1476 خلفه ابنه جان غالياتسو سفورزا، حاول لودوفيكو بمساعدة شقيقه سفورزا ماريا الاعتراض على وصاية بونا دي سفويا والدة جان غالياتسو البالغ آنذاك سبع سنوات. كانت الدوقية في تلك السنوات في أيدي تشيكو سيمونيتا مستشار بونا الثقة. حاول لودوفيكو وسفورزا ماريا هزيمته بالقوة. توفي سفورزا ماريا (ربما مسموماً) في فاريزي ليغوري، واضطر لودوفيكو إلى المنفى في بيزا.
بعد عام تمكن من التصالح مع بونا والحكم على سيمونيتا بالموت. وفي سنة 1480 أجبر بونا على مغادرة ميلانو إلى قلعة أبياتي (أبياتيغراسو اليوم)، وتولى الوصاية على العرش باسم ابن شقيقه. يـُقال إن سيمونيتا قال لبونا : "أنا سأخسر رأسي، أما أنتم فالدولة"، وبهذه الحادثة بدأت سمعة لودوفيكو كشخصية ذات وجهين.
منتقلاً بشكل مدروس بين التحالفات والخيانات مستفيداً من التنافس بين الدول الإيطالية، نجح لودوفيكو من أن يجعل لميلانو نوعاً من التفوق. حافظ خصوصاً على التحالفات مع فلورنسا بقيادة لورينزو الرائع ومع فرديناند الأول أراغون ملك نابولي ومع البابا إسكندر السادس بورجا خشية من قوة البندقية المجاورة. تزوجت حفيدة فرديناند إيزابيلا أراغون من جان غالياتسو ماريا سفورزا، بينما نـُصب أسكانيو كاردينالاً. دعم ابنة شقيقه كاتيرينا سفورزا سيدة إيمولا وفورلي لمواجهة النفوذ البندقي في منطقة رومانيا.
في سنة 1491 تزوج من بياتريشي ديستي ابنة إركولي الأول ديستي دوق فيرارا. وخلف من هذا الزواج ماسيمليانو وفرانشيسكو.